# Alfred Clerget
Pour les articles homonymes, voir Clerget.
Alfred Clerget est un homme politique français, né le 3 octobre 1910 à Ronchamp en Haute-Saône et mort le 2 février 1995 à Servance.

## Biographie

### Jeunesse et formation
Fils d'Edmond Clerget, industriel exploitant une entreprise en Franche-Comté, et de Reine Faivre, Alfred Clerget est né le 3 octobre 1910 à Ronchamp en Haute-Saône.
Il fait ses études à l'école libre de Notre-Dame de Mont-Roland à Dôle dans le Jura et obtient un baccalauréat en sciences.
Après avoir effectué son service militaire au 105e régiment d'artillerie lourde à Bourges, Alfred Clerget est admis à l’École centrale de Lyon dont il sort diplômé en 1932. Durant ses études, il préside le Cercle catholique de l'école,.

### Carrière
À l'issue de ses études, Alfred Clerget embrasse une carrière industrielle. Il devient adjoint à la direction des Établissements Petitgirard puis gérant et enfin président-directeur-général des sociétés Mater et Madec, spécialisée dans la fabrication de robinets à gaz, brûleurs et ensembles s'y rapportant, à Servance en Haute-Saône. Il devient une figure importante du patronat départemental.
En 1960, cette société fusionne avec une société américaine, Robertshaw-Fulton Controls Co, et devient Robertshaw Madec. Alfred Clerget prend la direction de la nouvelle entité.

### Carrière politique
Durant l'Occupation, Alfred Clerget devient maire de Servance en 1943, mais refuse de prêter serment au régime de Vichy. Il est arrêté le 30 juin 1944 par les Allemands après que ceux-ci ont découvert un revolver provenant d'un parachutage dans un tiroir de la mairie. Il est libéré le 9 juillet 1944.
Après la guerre, Alfred Clerget conserve son mandat de maire et l'exerce jusqu'en 1983. En 1951, il est élu conseiller du canton de Melisey, et prend à partir de 1958 la présidence du conseil général de la Haute-Saône jusqu'en 1970, devenant l'homme fort du département.
Élu député le 23 novembre 1958, pour la Ire législature (1958-1962), dans la circonscription de la Haute-Saône (2e), il faisait partie du groupe UNR. Il est réélu pour un second mandat (1962-1967).

### Décès
Alfred Clerget meurt le 2 février 1995 à Servance à l'âge de 84 ans.

## Mandats
- Président du conseil général de la Haute-Saône de 1958 à 1970[9].
- Député UNR élu dans la 2e circonscription de la Haute-Saône de 1958 à 1967 (Ire et IIe législatures de la Ve République[10].

## Distinctions
- Officier de la Légion d'honneur
- Commandeur de l'ordre national du Mérite
- Médaille d'honneur du Travail[3]

## Vie privée
Alfred Clerget se marie avec Fernande Petitgirard le 29 août 1934.